# Point-to-Point Protocol
In informatica, il Point-to-Point Protocol, o PPP, è un protocollo di rete di livello di collegamento dati del modello ISO/OSI, comunemente usato nello stabilire connessioni dirette tra due nodi.
PPP compone spesso il livello datalink (il livello di collegamento dati) del modello OSI nelle connessioni su circuiti punto-punto sincronizzati e non sincronizzati, soprattutto in ambito WAN. PPP era stato progettato per lavorare assieme ad altri protocolli di livello superiore, come l'IP, IPX, e AppleTalk.
Questo protocollo è stato sviluppato molto tempo dopo le specifiche HDLC, ed i suoi creatori hanno incluso molte caratteristiche che non erano ancora presenti nei protocolli di collegamento dati delle reti WAN del tempo.

## Il frame PPP
| Nome     | Numero di bytes         | Descrizione                         |
| -------- | ----------------------- | ----------------------------------- |
| Flag     | 1                       | indica l'inizio o la fine del frame |
| Address  | 1                       | indirizzo broadcast                 |
| Control  | 1                       | byte di controllo                   |
| Protocol | 2                       | indica il protocollo del campo data |
| Data     | variabile (da 0 a 1500) | campo di dati                       |
| FCS      | 2 (o 4)                 | checksum                            |

### Rilevamento errori
Il PPP fa uso dei campi Frame Check Sequence (FCS) per stabilire se un frame contiene un errore, e questi errori sono registrati in modo tale da far cadere la connessione nel caso in cui ne vengano trovati troppi.

### Identificazione link concatenati
Il LCP (Link Control Protocol - protocollo di controllo dei link - parte integrante del PPP, definita nella stessa RFC) riesce ad identificare link concatenati usando i magic number. Quando si usa PPP, il punto finale manda a PPP dei messaggi LCP; questi messaggi includono un magic number, che è diverso per ogni fine. Se una linea è concatenata, il punto finale riceve un messaggio LCP con il suo stesso magic number, invece di un messaggio con il numero di un altro punto.

### Altre caratteristiche
Questo protocollo offre delle funzionalità per la configurazione automatica delle interfacce di rete (settando l'indirizzo IP, il gateway di default, etc.) e per l'autenticazione. (cfr. DHCP).
Il PPP è descritto dalla RFC 1661 dell'IETF. Vari documenti al riguardo sono stati pubblicati a partire dal luglio 1990, tra i quali vari metodi di autenticazione, crittazione e compressione e l'uso di PPP unito ad altri protocolli di rete.
La RFC 1994 descrive il Challenge-Handshake Authentication Protocol (CHAP), comunemente usato nello stabilire connessioni con i provider.
La RFC 2516 descrive il PPPoE, un metodo per la trasmissione PPP su Ethernet, talvolta usato con le linee DSL.
La RFC 2364 descrive il PPPoA, un metodo per la trasmissione PPP sul livello 5 dell'ATM (AAL5), anche conosciuto come PPPoATM, "PPP over ATM".

## Applicazioni
L'uso originario di PPP era quello di connettere due computer usando una linea telefonica, ed è largamente utilizzato dai provider per connettere gli utenti ad Internet con una connessione dial-up, rimpiazzando il più vecchio protocollo SLIP.
Ora il suo utilizzo è più frequente per le linee DSL, dove viene utilizzato sopra un livello ATM (PPPoA) o Ethernet (PPPoE). Molto utilizzato anche nelle connessioni GPRS.